# Giuseppe Baresi
Pour les articles homonymes, voir Baresi.
Giuseppe Baresi  est un footballeur international italien né le 7 février 1958 à Travagliato. Il évoluait au poste de milieu de terrain défensif. Il a passé toute sa carrière à l'Inter Milan, jouant 559 matchs sous les couleurs de l'Inter. Il participa au Championnat d'Europe de football 1980 et à la Coupe du monde de football 1986. 
Son frère est Franco Baresi, qui fit une carrière remarquable avec le club de l'AC Milan. Sa fille Regina, est la capitaine de l'équipe féminine de l'Inter Milan.

## Palmarès

### En club
- Vainqueur de la Coupe de l'UEFA en 1991 avec l'Inter Milan
- Champion d'Italie en 1980 et en 1989 avec l'Inter Milan
- Vainqueur de la Coupe d'Italie en 1978 et en 1982 avec l'Inter Milan
- Vainqueur de la Supercoupe d'Italie en 1989 avec l'Inter Milan

### EnÉquipe d'Italie
- 18 sélections entre 1979 et 1986
- Participation au Championnat d'Europe des Nations en 1980 (4e)
- Participation à la Coupe du Monde en 1986 (1/8 de finaliste)